# جابر المطیری
جابر المطیری (انگلیسی: Jaber Al Mutairi؛ زادهٔ ۳۰ سپتامبر ۱۹۹۰) بازیکن فوتبال اهل کویت است.
وی همچنین در تیم ملی فوتبال زیر ۲۳ سال کویت بازی کرده‌است.